# Omaha hold 'em
Omaha hold 'em (također poznata i kao Omaha hold'em ili samo Omaha) je kartaška igra, varijanta pokera. Obično se igra s dva do deset igrača, iako je tehnički moguća i igra s jedanaest igrača. Igra je po pravilima slična Texas hold 'emu, no razlikuje se po činjenici da svaki igrač dobiva četiri karte u ruci, te konačnu petokaratnu kombinaciju mora proizvesti pomoću točno dvije karte iz ruke i točno tri sa stola. Podrijetlo igre nije poznato, iako su razne slične varijante pod raznim imenima postojale još od 1970-ih godina, no igru je u današnjem obliku 1983. u kasina uveo Robert Turner pod nazivom Nugget hold 'em (prema nazivu lasvegaškog kasina Golden Nugget). Danas su najrasprostranjenije dvije verzije Omahe: pot-limit Omaha high (obično skraćeno PLO) i limit Omaha Hi-lo split (obično skraćeno Omaha/8, O8 ili LO8), iako postoji još nekoliko verzija čestih na internetskom pokeru.

## Povijest
U usporedbi s drugim popularnim poker igrama kao Texas hold 'em ili 7 Card Stud, Omaha hold 'em je relativno nova poker varijanta. Najraniji poznati počeci igre potječu iz Chicaga, Detroita i New Yorka. Igra poznata pod nazivom "Twice Three" (eng. "dvaput tri") igrala se po pravilima današnje Omahe high, ali s pet privatnih karata. Kako je Twice Three zbog velike količine privatnih karata moglo igrati samo osam ljudi, češće su postale verzije s četiri privatne karte: "Fort Worth" u Dallasu, "Oklahoma 2x4" u Oklahome, te "Nine Cards" (eng. "devet karata") u Seattleu.
1983. godine profesionalni pokeraš Robert "Chip Burner" Turner prišao je Billu Boydu, šefu poker sobe u lasvegaškom kasinu Golden Nugget s idejom da Omahu uvede u kasina. Boyd je prihvatio ideju i počeo održavati partije Omahe u poker sobi pod nazivom Nugget hold 'em. U to su vrijeme dvije najpopularnije hold 'em poker igre bile Texas hold 'em i rjeđi Greek hold 'em, također poznat i kao Tight hold 'em odnosno Omaha (eng. "grčki" hold 'em, "uski" hold 'em), koji se igrao identično kao i Texas hold 'em, s razlikom da su igrači morali uvijek koristiti obje karte iz svoje ruke, što nije slučaj u Texas hold 'emu. Kako bi se spriječile greške igrača koji su koristili krivi broj karata u današnjoj Omahi, "Nugget hold 'em" je postao poznatiji pod nazivom Omaha hold 'em, koji je zadržao i do danas.

## Tijek igre
Na početku partije određuje se tko će biti prvi djelitelj. U kasinima i ostalim poker partijama gdje se koristi usluga plaćenog djelitelja (croupier), "djelitelj" se za svrhu pravila igre označava sa specijalnim žetonom (dealer button). Nakon svake ruke (dijeljenje, od eng. hand) mjesto djelitelja pomiče se u smjeru kazaljke na satu.
Dva igrača lijevo od djelitelja postavljaju prisilne uloga: small blind i big blind. Big blind je obično dvostruko veći od small blinda, iako se ponekad u svrhu olakšavanja određivanja veličine maksimalnog uloga u pot-limit Omahi koriste dva jednaka blinda. Nakon što su blindovi postavljeni, djelitelj svakom igraču dijeli po četiri privatne karte (hole cards), te slijedi prvo ulaganje (poznato kao pre-flop u profesionalnim krugovima). Poslije prvog ulaganja djelitelj odbacuje kartu s vrha špila (burn card) i potom na stol dijeli tri zajedničke karte (flop). Te karte svi igrači mogu koristiti u sastavljanju svoje konačne ruke. Nakon postavljanja flopa obavlja se drugo ulaganje. Potom djelitelj dijeli turn—četvrtu zajedničku kartu—te se obavlja treće ulaganje. Nakon trećeg ulaganja slijede river (peta i ujedno posljednja zajednička karta) i posljednje ulaganje.
Nakon posljednjeg ulaganja preostali igrači uspoređuju karte (showdown). Na showdownu igrači uzimaju najbolju moguću petokaratnu kombinaciju koju mogu sastaviti pomoću točno dvije privatne karte i točno tri zajedničke karte (tu se Omaha razlikuje od Texas hold'ema; u hold'emu igrač može sastaviti svoju petokaratnu kombinaciju od bilo kojih pet karata na raspolaganju).

### Ulaganje
U toku procesa ulaganja igrači imaju pet mogućnosti na raspolaganju:
- bet (ulog) – ulaganje ako nitko u trenutnoj turi ulaganja još nije postavio ulog
- check – propuštanje mogućnosti ulaganja ako još nitko u trenutnoj turi nije postavio ulog. Igrač koji je postavio big blind u prvom ulaganju također ima mogućnost učiniti check ako su svi igrači prije njega ili odustali, ili pratili iznos big blinda.
- call (praćenje) – kad jedan igrač uloži ili podigne ulog, ostali igrači mogu pratiti tako da dodaju toliko novca u pot da ukupan novac koji su u toj turi ulaganja uložili bude jednak ukupnom novcu koji je ulagač ili podizač uloga uložio
- raise (podizanje uloga) – kad jedan igrač uloži ili podigne ulog, bilo koji drugi igrač može ponovo podići ulog tako da u pot doda dovoljno novca tako da ukupan novac koji su u toj turi ulaganja uložili premašuje ukupan novac koji je ulagač (podizač) uložio
- fold (odustajanje) – u bilo kojem trenutku u igri igrači imaju mogućnost odbaciti svoje karte i odustati od daljnjeg ulaganja i šanse da osvoje pot. Fold je dozvoljan i kad igrač smije učiniti check, ali se onda obično smatra kontraproduktivnim jer igrač ne rizicira novac ostankom u igri, a skoro uvijek ima šanse osvojiti pot. Igrač koji je foldao ne vraća se u igru do idućeg dijeljenja i ne može sudjelovati u preostalim turama ulaganja u tekućem dijeljenju.

Proces ulaganja u svim turama osim pre-flop započinje od prvog igrača lijevo od mjesta djelitelja koji nije još foldao. On ima opciju uložiti ili učiniti check. Ako učini check, sljedeći igrač ima iste opcije. Ako svi igrači u turi učine check, tura se završava bez uloženog novca i pot ostaje na prijašnjoj veličini. Ako pak netko od igrača uloži, ostali imaju opcije foldati, pratiti ulog ili povisiti ulog. Ako nije zadnji po redu, igrač koji prati izlaže se opasnosti da netko poslije njega podigne ulog, u kojem će slučaju on morati barem pratiti novu povišicu ako ne želi foldati. Bilo koji igrač koji podiže ulog izlaže se opasnosti da bilo tko od preostalih igrača ponovno podigne ulog. Tura ulaganja završava kad svi preostali igrači foldaju ili prate nakon jednog uloga ili povišice; isti igrač nema mogućnost ponovno podići svoj ulog ili povišicu ako nitko u međuvremenu nije podignuo ulog. Ako u nekom trenutku svi igrači osim jednog foldaju, tada se dijeljenje prekida i preostali igrač bez showdowna osvaja cijeli pot.
Pre-flop tura ulaganja razlikuje se od obične ture ulaganja zbog postojanja blindova. U svrhu ulaganja small blind tretira se kao početni ulog, a big blind kao povišica, te turu započinje prvi igrač lijevo od big blinda (treći lijevo od djelitelja) s mogućnostima da folda, prati iznos big blinda ili podigne ulog, kao u uobičajenoj turi ulaganja. Međutim, postoji razlika u tome da, ako svi igrači zaključno s onim koji je postavio small blind ili foldaju, ili prate, igrač koji je postavio big blind ima opciju učiniti check, ali može i podići ulog, što je jedina iznimka pravilu da isti igrač ne može podići ulog dva puta za redom. Ako su u igri samo dva igrača, tada djelitelj postavlja small blind, a drugi igrač big blind, te je djelitelj prvi na redu u pre-flop ulaganju, a drugi igrač prvi u svim ostalim turama ulaganja.
U slučaju da se koriste dva jednaka blinda, u svrhe ulaganja prvi blind tretira se kao ulog, a drugi kao praćenje. Ako u takvoj partiji svi zaključno s djeliteljem ili foldaju, ili prate, tada oba blinda, jedan za drugim, imaju opciju učiniti check ili podignuti ulog. Ako oba učine check, tura je gotova, a inače se nastavlja po uobičajenim pravilima. 

## High i Hi-lo Split
Omaha high je podvrsta Omahe koja koristi uobičajena poker pravila za dodjeljivanje pota, tj. igrač koji ima najbolju petokaratnu kombinaciju nosi cijeli pot ili ga dijeli ako još netko drži identičnu kombinaciju. Kako je jedna ruka u Omahi high vrlo rijetko bolji favorit nad drugom od 3 prema 1, jasno je da ulozi radi zaštite ruke moraju biti veći od iznosa pota. Da bi se veličina pota držala u granicama sličnim Texas hold 'emu, Omaha high najčešće se igra u pot-limit formatu, a vrlo rijetko u no-limit formatu. Limit Omaha high nekad je bila popularna u američkim kasinima, no danas je gotovo potpuno izumrla čak i u internetskoj igri.
Druga česta podvrsta Omahe je Omaha Hi-lo Split, gdje najbolja i najgora petokaratna kombinacija dijele pot na showdownu. Obično se igra s kvalifikantom koji je najčešće 8, tj. najgora kombinacija ne smije imati nijednu kartu višu od osmice (otuda i česti nadimci Omaha/8, Omaha8 ili O8). U svrhu najgore kombinacije ne računaju se skala i boja, te su aševi uvijek niski (zauzimaju vrijednost jedinice). Igrač ne mora koristiti istih pet karata za oba smjera natjecanja za pot; npr. ako igrač drži A-2-K-K, a zajedničke karte su K-K-8-7-6, on može formirati K-K-K-K-8 kao svoju visoku kombinaciju i 8-7-6-2-A kao svoju nisku kombinaciju i time gotovo garantirano osvojiti cijeli pot (osim ako netko drugi ne drži također A-2 u svojoj ruci; tada će naš igrač osvojiti samo ¾ pota). Omama Hi-Lo Split tradicionalno se igra u limit formatu, no sve češće se, pogotovo online, igra u pot-limit formatu. Neke veće online poker sobe, poput PokerStarsa, nude no-limit Omaha Hi-lo Split turnire, jer je no-limit format prikladniji za turnirsku igru nego pot-limit.

## Ostale varijante
Omaha Hi-Lo Split katkad se igra s kvalifikantom 9 ili 7, što drastično povećava ili smanjuje broj ruku koje se mogu natjecati za najgoru kombinaciju, te približava ili udaljuje optimalnu strategiju od strategije za Omahu high. U Ujedinjenom Kraljevstvu i Francuskoj pot-limit Omaha high se često igra s pet ili šest karata u ruci umjesto četiri, što povećava šanse igrača da pogađaju vrlo visoke kombinacije (skala u boji, poker, full house). Još jedna popularna varijanta Omahe u kasinima je Courchevel, koji se od Omahe razlikuje po tome što se prva karta flopa stavlja na stol odmah nakon podjele privatnih karata, tako da igrači odmah imaju pristup pet karata od devet, koliko će ih imati na kraju dijeljenja, a flop se tada sastoji samo od dvije karte. Ostatak dijeljenja igra se kao u običnoj Omahi high.

## Vanjske poveznice
- Pravila Omahe high i Omahe Hi-lo Split  Arhivirana inačica izvorne stranice od 13. kolovoza 2011. (Wayback Machine)
- Povijest Omaha hold 'ema